# DAF Daffodil
La DAF Daffodil (30) est une automobile du constructeur d'origine néerlandaise DAF (Van Doorne's Automobiel Fabriek).
Dessinée par Johan van der Brugghen, la Daf 30, aussi appelée Daffodil (ce qui signifie, en anglais, jonquille), est l'une des premières voitures de série automatique. Elle succède à la Daf 600/750 moins luxueuse, en 1961.
Le designer italien Michelotti redessine en 1963 une nouvelle version, la Daf 31, qui reçoit des niveaux d'équipement Standard, Luxe et Luxe Extra. Si les retouches n'affectent pas trop l'aspect extérieur, l'intérieur est plus profondément remanié.
En 1965, sort la dernière Daffodil, la Daf 32. En 1966/67, la Daffodil est remplacée par la série Daf 33, dans la foulée des nouveaux modèles 44 et 55.

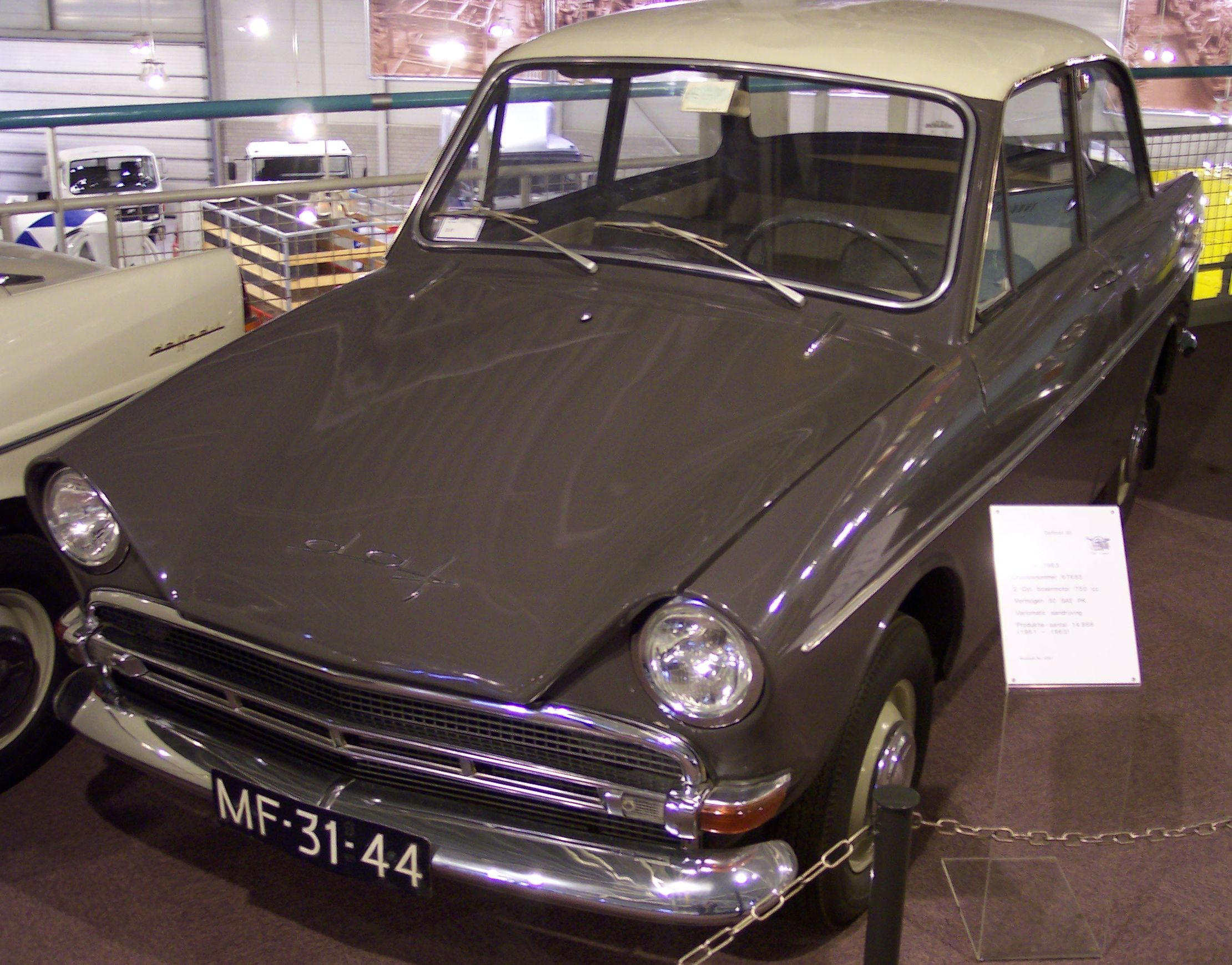
La Daf 30.
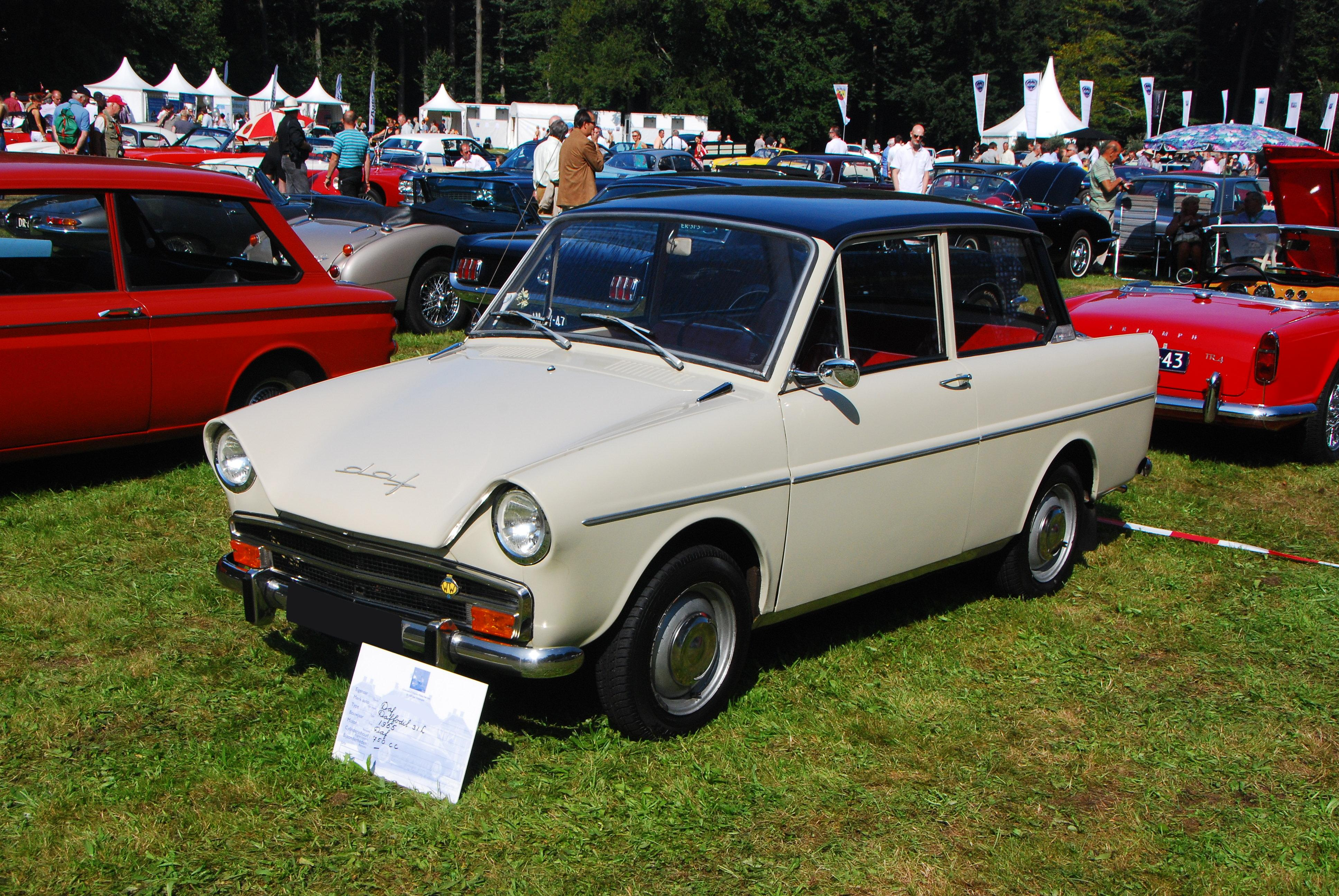
La Daf 31.
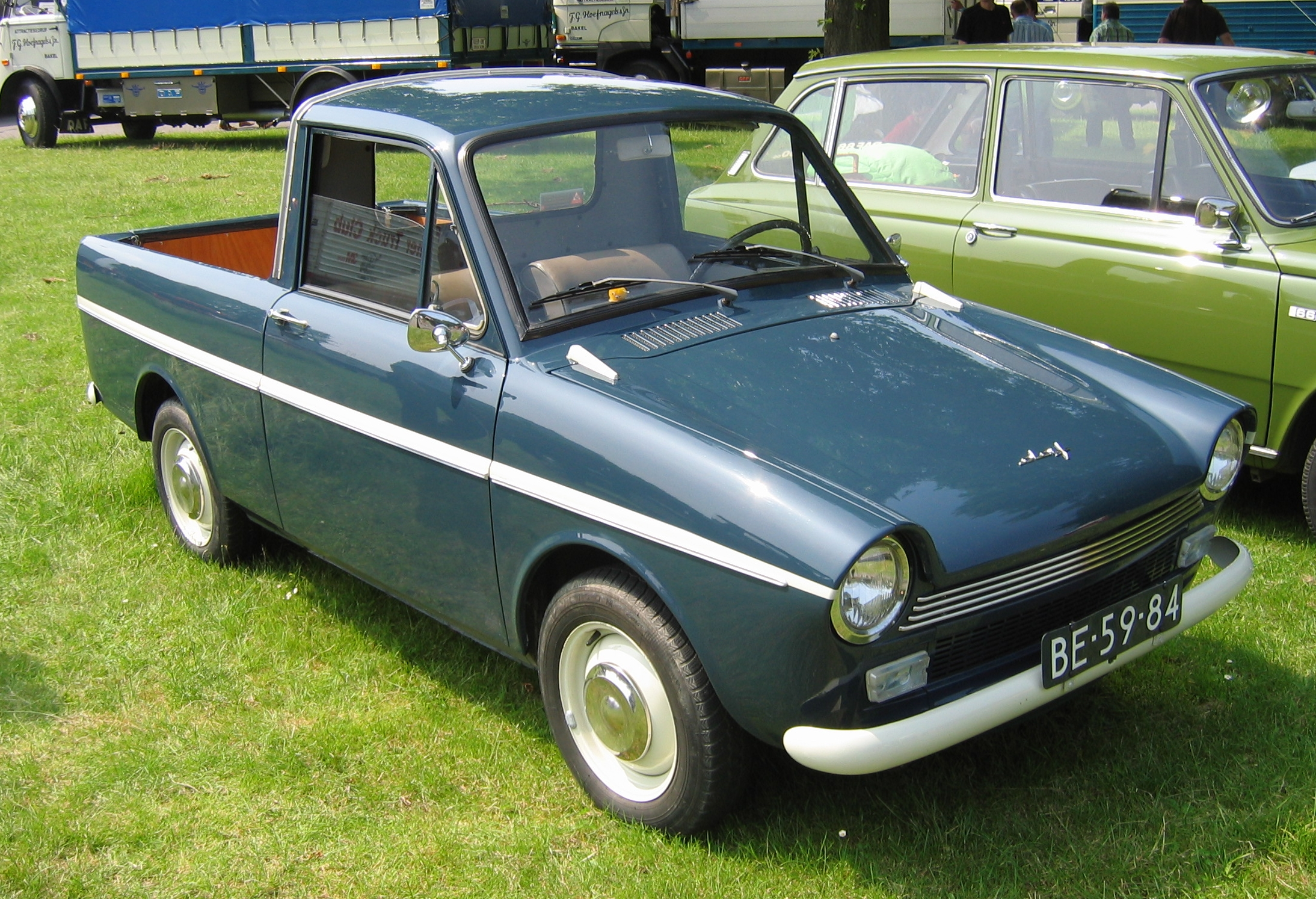
La Daf 32, en version pick-up.

## Variomatic
La DAF 30 a un petit moteur bicylindre (en anglais : "twin") à plat à refroidissement par air, combiné avec une boîte automatique à transmission par courroies aux roues arrière : le Variomatic.
Le VarioMatic est une transmission à variation continue.
La transmission est équipée d'un embrayage centrifuge et peut réaliser les mêmes performances en marche avant ou arrière, grâce à un rapport de transmission 1:1. 
Le système est basé sur quatre poulies à diamètre variable : deux poulies motrices reliées au moteur par un arbre et deux poulies réceptrices reliées chacune à une roue. Les deux poulies sont raccordées par des courroies trapézoïdales en caoutchouc composite.
Ce système de double-variateur (un double-variateur pour chaque roue motrice) est de nos jours notamment utilisé sur les scooters par exemple.
À l'arrêt, les poulies avant sont complètement ouvertes tandis que les arrière sont maintenues fermées par des ressorts à diaphragme. Lorsque la voiture démarre, l'embrayage centrifuge connecte le moteur aux poulies motrices. Celles-ci comportent des masselottes qui les forcent à se refermer avec la force centrifuge à mesure que les poulies prennent de la vitesse. Comme les courroies ne peuvent pas changer de longueur, celles-ci forcent les poulies réceptrices à s'ouvrir, diminuant sans cesse la démultiplication. Un système relié à la dépression du moteur met les poulies avant sous vide lorsqu'on lâche l'accélérateur ou que l'on freine. Le même système sert au rétrogradage (kick-down).
Ce système simple est vite baptisé par la presse automobile « la boite aux cent rapports ». Une particularité des Daf - qu'elles garderont jusqu'à la Daf 55 - réside dans leur absence de différentiel : c'est le fait que chaque double variateur adapte sa vitesse de sortie sur l'arbre de roue à la puissance à fournir qui fait office de différentiel : la roue extérieure peut sans gêne parcourir plus de chemin car le rapport de démultiplication de son double variateur s'adapte et diminue.
Un avantage à la suppression du différentiel permise par la flexibilité des systèmes de double-variateurs est que, contrairement à un véhicule classique, les deux roues motrices tournent toujours et ce même si aucun couple résistant n'est appliqué à l'une d'entre elles. Avec un différentiel, seule la roue n'ayant aucun couple résistant tournerait.
C'était la première transmission à variation continue pour voiture jamais produite en série, avant les systèmes CVT.